# Holmestrand (gemeente)
Holmestrand is een stad en gemeente bij het Oslofjord in de provincie Vestfold in Noorwegen. De huidige gemeente ontstond in 2020 toen de  oude gemeente Holmestrand werd uitgebreid met de gemeente Sande. Eerder was Holmestrand al uitgebreid met Hof in 2018, en  in 1964, met Botne. De gemeente telde ruim 23.000 inwoners in januari 2020.

## Plaatsen in de gemeente
- Bjerkøya
- Ekeberg
- Gullhaug
- Hof
- Holmestrand
- Sande
- Selvik
- Skoger (deels)
- Sundbyfoss

Færder · Holmestrand · Horten · Larvik · Sandefjord · Tønsberg

Voormalige gemeente: Andebu · Hof · Lardal · Nøtterøy · Re · Sande · Stokke · Svelvik · Tjøme